# كورنيش (نيوهامشير)
كورنيش (بالإنجليزية: Cornish, New Hampshire)‏ هي بلدة أمريكية تقع في الولايات المتحدة في Sullivan County. يقدر عدد سكانها بـ 1,640 نسمة ومساحتها 111.0 كم2 وترتفع عن سطح البحر 142 متر.

## أعلام
- سلمون بورتلاند تشيس
- جيروم ديفيد سالينجر
- دودلي تشيس
- إدوين إي. لويس
- ويليام إم. فولجير